# Grísafell
Grísafell är ett berg i republiken Island. Det ligger i regionen Norðurland vestra, 190 km nordost om huvudstaden Reykjavík. Toppen på Grísafell är 783 meter över havet, eller 320 meter över den omgivande terrängen. Bredden vid basen är 5,7 km.
Trakten runt Grísafell är nära nog obefolkad, med mindre än två invånare per kvadratkilometer. Närmaste större samhälle är Varmahlíð, nära Grísafell. Trakten runt Grísafell består i huvudsak av gräsmarker.